# (1305) Pongola
(1305) Pongola es un asteroide que forma parte del cinturón de asteroides y fue descubierto el 19 de julio de 1928 por Harry Edwin Wood desde el observatorio Union de Johannesburgo, República Sudaficana.

## Designación y nombre
Pongola se designó inicialmente como 1928 OC.
Más tarde fue nombrado por el Pongola, un río de la República Sudafricana.

## Características orbitales
Pongola está situado a una distancia media del Sol de 3,013 ua, pudiendo acercarse hasta 2,786 ua. Tiene una excentricidad de 0,07535 y una inclinación orbital de 2,318°. Emplea 1910 días en completar una órbita alrededor del Sol.